# Kup Jugoslavije 1994-1995
La Kup Jugoslavije 1994-1995 (Coppa Jugoslava 1994-1995) fu la 4ª edizione della Kup Jugoslavije e la terza della Repubblica Federale di Jugoslavia.
La coppa fu vinta dalla Stella Rossa che sconfisse in finale l'Obilić.

## Squadre partecipanti
Prva liga
- Bečej
- Borac Čačak
- Budućnost
- Hajduk Kula
- Loznica
- Napredak Kruševac
- OFK Belgrado
- Obilić
- Partizan
- Proleter Zrenjanin
- Rad Belgrado
- Radnički Belgrado
- Radnički Niš
- Rudar Pljevlja
- Sloboda Užice
- Spartak Subotica
- Stella Rossa
- Sutjeska
- Vojvodina
- Zemun

Druga liga
- Badnjevac
- Inđija
- Iskra Danilovgrad
- Jastrebac Niš
- OFK Kikinda
- Mladost Lučani
- Mogren
- Novi Pazar
- Novi Sad

Categoria sconosciuta
- ČSK Čelarevo
- Lovćen
- Napredak Čestereg

## Sedicesimi di finale
| Squadra 1          | Risultato | Squadra 2         |
| ------------------ | --------- | ----------------- |
| Badnjevac          | 0 – 2     | Stella Rossa      |
| Obilić             | 2 – 1     | Vojvodina         |
| Bečej              | n.d.      | Lovćen            |
| Proleter Zrenjanin | 2 – 1     | Mogren            |
| Partizan           | 3 – 0     | Sutjeska          |
| Borac Čačak        | 1 – 0     | Hajduk Kula       |
| Rudar Pljevlja     | 2 – 0     | Jastrebac Niš     |
| Napredak Čestereg  | 1 – 3     | Napredak Kruševac |
| Inđija             | 1 – 4     | Radnički Niš      |
| OFK Kikinda        | 0 – 2     | Rad               |
| Novi Sad           | 4 – 1     | OFK Belgrado      |
| Loznica            | 0 – 2     | Zemun             |
| Iskra Danilovgrad  | 2 – 0     | Sloboda Užice     |
| Mladost Lučani     | 1 – 0     | Radnički Belgrado |
| Spartak Subotica   | 4 – 1     | Novi Pazar        |
| ČSK Čelarevo       | 0 – 1     | Budućnost         |

## Ottavi di finale
| Squadra 1          | Totale          | Squadra 2         | Andata | Ritorno |
| ------------------ | --------------- | ----------------- | ------ | ------- |
| Radnički Niš       | 2 – 4           | Stella Rossa      | 2 – 0  | 0 – 4   |
| Spartak Subotica   | 3 – 3 gfc       | Rudar Pljevlja    | 2 – 2  | 1 – 1   |
| Budućnost          | 1 – 2           | Napredak Kruševac | 1 – 0  | 0 – 2   |
| Partizan           | 13 – 0          | Iskra Danilovgrad | 10 – 0 | 3 – 0   |
| Obilić             | 1 – 1 (4-3 dtr) | Rad               | 2 – 0  | 0 – 2   |
| Bečej              | 7 – 1           | Novi Sad          | 6 – 1  | 1 – 0   |
| Proleter Zrenjanin | 4 – 4 gfc       | Zemun             | 2 – 1  | 2 – 3   |
| Borac Čačak        | 4 – 3           | Mladost Lučani    | 3 – 1  | 1 – 2   |

## Quarti di finale
| Squadra 1          | Totale    | Squadra 2         | Andata | Ritorno |
| ------------------ | --------- | ----------------- | ------ | ------- |
| Stella Rossa       | 5 - 3     | Partizan          | 2 – 0  | 3 – 3   |
| Obilić             | 2 – 2 gfc | Borac Čačak       | 1 – 0  | 1 – 2   |
| Proleter Zrenjanin | 6 – 1     | Napredak Kruševac | 3 – 0  | 3 – 1   |
| Rudar Pljevlja     | 3 – 4     | Bečej             | 3 – 3  | 0 – 1   |

## Semifinali
| Squadra 1          | Totale | Squadra 2 | Andata | Ritorno |
| ------------------ | ------ | --------- | ------ | ------- |
| Stella Rossa       | 4 – 1  | Bečej     | 2 – 1  | 2 – 0   |
| Proleter Zrenjanin | 2 – 3  | Obilić    | 1 – 1  | 1 – 2   |

## Finale
| Squadra 1 | Totale | Squadra 2    | Andata | Ritorno |
| --------- | ------ | ------------ | ------ | ------- |
| Obilić    | 0 - 4  | Stella Rossa | 0 - 4  | 0 - 0   |

| Arbitro: | Radisav Rabrenović (Belgrado) |

| |            | |
| | Marcatori  | Krupniković 22’ Živković 45’ Adžić 56’ Stojiljković 62’                                                                         |
| Jevrić Zorić Vukčević Vasiljević Vilotijević Stanojević (Popović) Nonković Radosavljević (Živković) Antonić Puača Katic | Formazioni | Milojević Živković (P. Stanković) Stefanović Đorović Sakić Perović Bajčetić Adžić Petković Krupniković Kovačević (Stojiljković) |
| Slobodan Janković | Allenatori | Ljubomir Petrović |

| Arbitro: | Vaso Vujović (Cettigne) |

| |            | |
| Milojević Stefanović Sakić Đorović Stojkovski Radmanović Perović Adžić (Stojiljković) Petković Krupniković (Bajčetić) Kovačević | Formazioni | Jevrić Zorić Vukčević Vasiljević Vilotijević Radosavljević Stanojević Nonković Antonić (Popović) Puača Katić |
| Ljubomir Petrović | Allenatori | Slobodan Janković                                                                                            |